# Camp Marmal

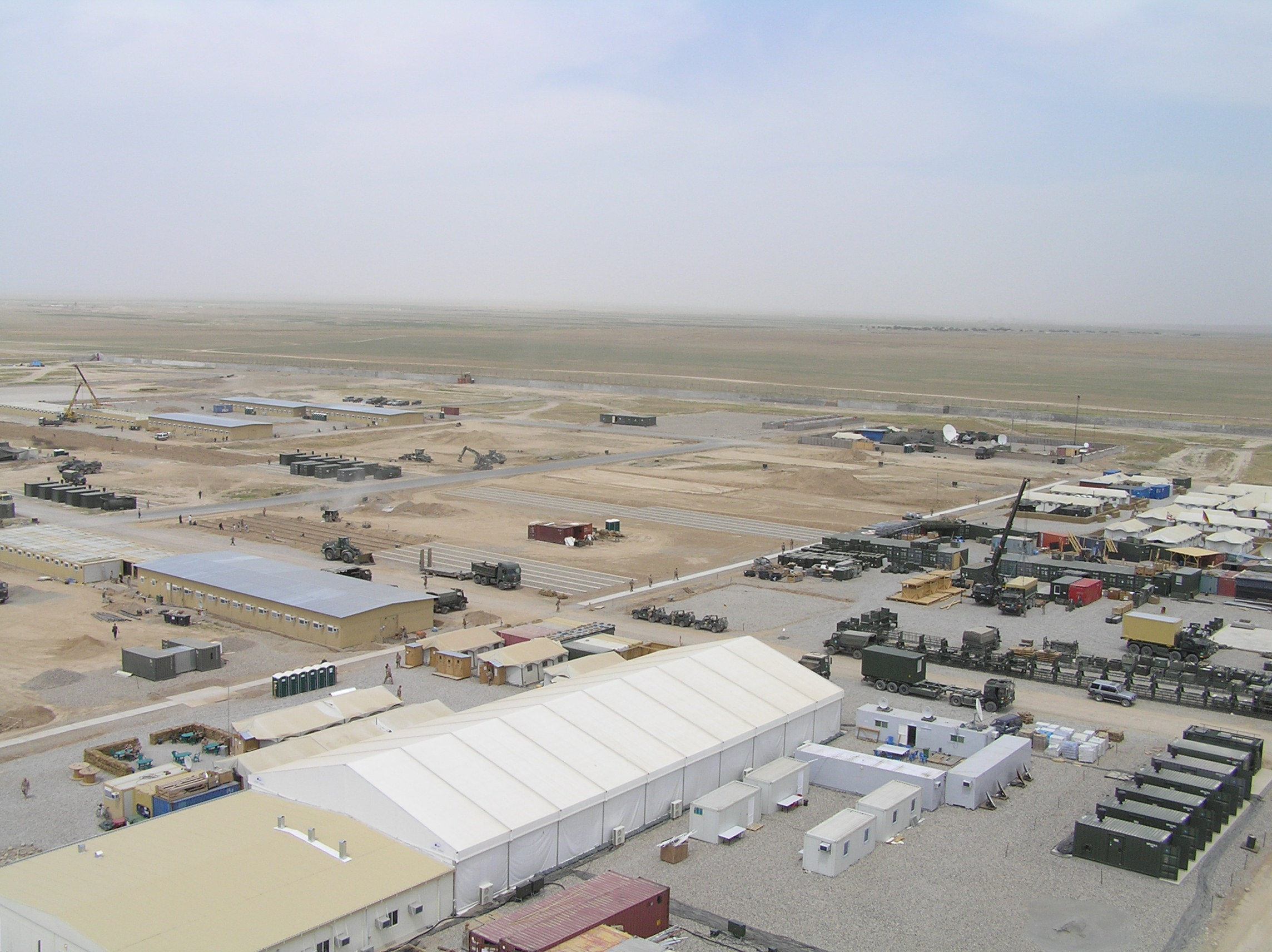
Flygbild på Camp Marmal

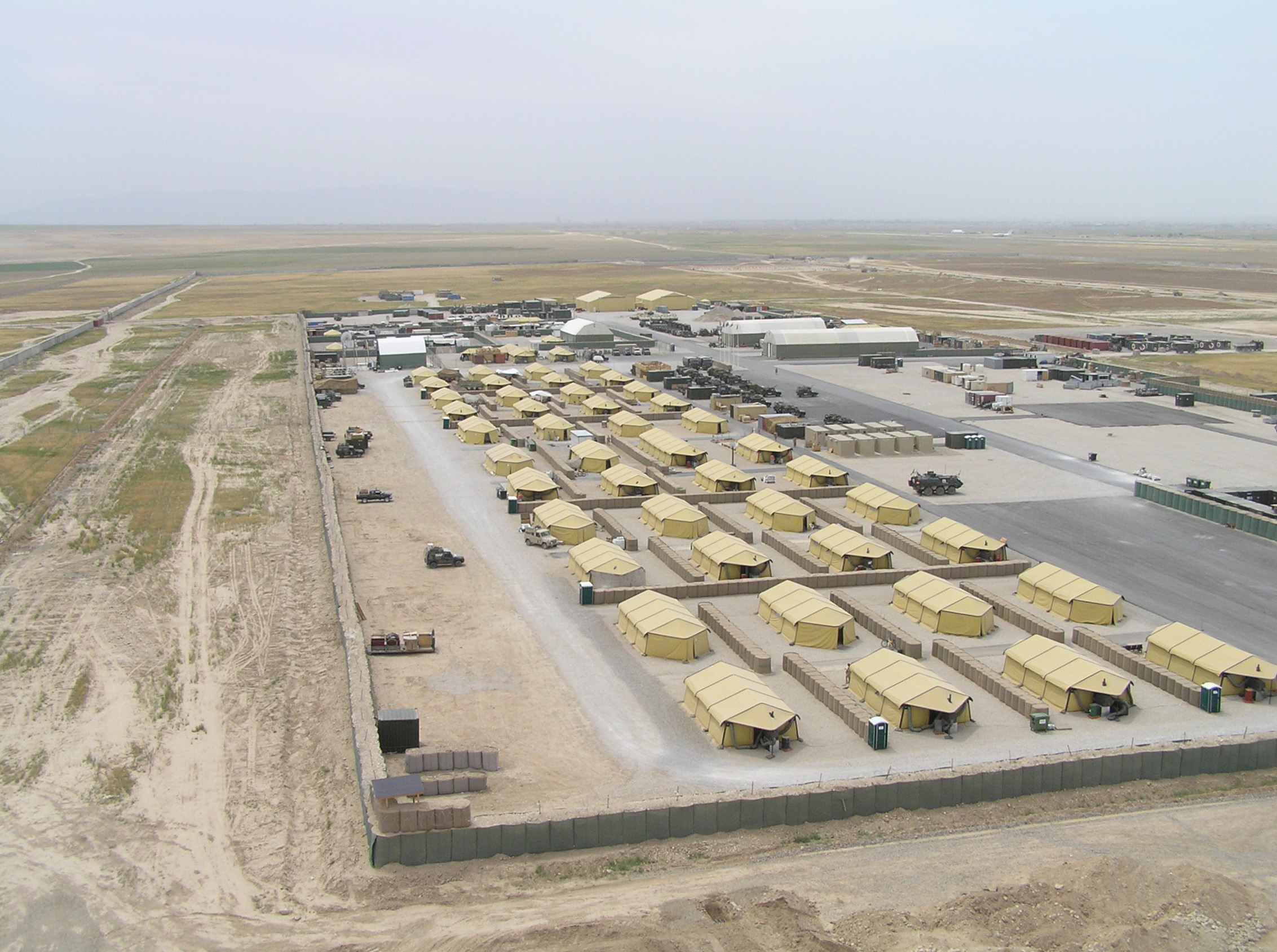
Flygbild på Camp Marmal

Camp Marmal är en tysk ISAF flygbas utanför Mazar-i-Sharif i Afghanistan. På campen har i huvudsak varit en bas för tyska förband, men också Sverige har funnits representerat. De svenskar som tjänstgjort på regionstaben (Regional Command North) bodde där.
Mellan maj och september 2009, 2010 och 2012 grupperade även Swedish Air Element, SAE C-130 på Camp Marmal med C-130 Hercules (svensk beteckning TP 84).
Från april 2011 grupperar även den svenska sjukvårdshelikopterenheten, kallad Swedish Air Element Isaf MEDEVAC, inne på Camp Marmal.
På Camp Marmal grupperar även det svenska NSE-funktionen (National Support Element) sedan mitten av maj 2010. Den svenska grupperingen döptes till Camp Birka.
Vid årsskiftet 2014/2015 fick ISAF ny inriktning och uppgift och döptes om till Resolute Support Mission, RSM. Vid Camp Marmal fanns då drygt 2000 personer ur medlemsnationer i NATO samt icke NATO-medlemmar (däribland Sverige). Det svenska bidraget till RSM var rådgivare till de afghanska säkerhetsstyrkorna.
Den svenska insatsen i Afghanistan avslutades i med att de sista trupperna (FS40) återvände till Sverige den 25 maj 2021.